# Rocznik Kognitywistyczny
Rocznik Kognitywistyczny – czasopismo naukowe poświęcone szeroko rozumianej kognitywistyce. Są w nim publikowane prace między innymi z następujących dziedzin wiedzy: sztuczna inteligencja, lingwistyka obliczeniowa, językoznawstwo, filozofia umysłu, filozofia języka, logika w ujęciu kognitywnym, psychologia percepcji, neuropsychologia, neuronauka. Czasopismo ma za zadanie prezentowanie najnowszego stanu wiedzy w kognitywistyce oraz jej subdziedzinach.
Redakcja: Aleksander Smywiński-Pohl (redaktor naczelny), Marta Siedlecka, Tomasz Konik, Adrianna Smurzyńska.